# Lijst van Belgische adelsverheffingen 1997
Personen die in 1997 in de Belgische adel werden opgenomen of een adellijke titel verwierven.

## Baron
- Emile Verbruggen, erfelijke adel en de persoonlijke titel baron
- Eddy Merckx, erfelijke adel en de persoonlijke titel baron
- Ridder Georges Jacobs, de titel baron voor hem en al zijn nakomelingen

## Barones
- Françoise Thys-Clement, persoonlijke adel en de titel barones
- Jo Walgrave (1948- ), persoonlijke adel en de titel barones
- Jonkvrouw Odette Degroux, persoonlijke titel van barones, uitbreiding van de titel tot haar echtgenoot, ridder Jacques Verdickt, en al hun afstammelingen
- Cecilia Vanderbeek, persoonlijke adel en de titel barones
- Solange Hanssens, weduwe van Frans Schwennicke, persoonlijke adel met de titel barones
- Jelena Kovacic, weduwe Robert De Belder, persoonlijke adel met de titel barones

## Ridder
- Emiel Boulpaep, hoogleraar, erfelijke adel en de titel ridder
- Rik Donckels (1941- ), erfelijke adel en de persoonlijke titel ridder
- Robert Maldague, erfelijke adel en de persoonlijke titel ridder